# Patricia Jessel
Patricia Helen Jessel (Hong Kong, 15 ottobre 1920 – Londra, 8 giugno 1968) è stata un'attrice britannica.

## Biografia
È nota soprattutto come interprete teatrale, sia di classici come Macbeth e L'importanza di chiamarsi Ernesto all'Old Vic che in opere moderne come l'adattamento teatrale di Testimone d'accusa, per cui vinse il Tony Award alla miglior attrice non protagonista in uno spettacolo.

## Filmografia

### Cinema
- Tre minuti di tempo (The Man Upstairs), regia di Don Chaffey (1958)
- La città dei morti (The City of the Dead), regia di John Llewellyn Moxey (1960)
- Dolci vizi al foro (A Funny Thing Happened on the Way to the Forum), regia di Richard Lester (1966)

### Televisione
- Missione segreta (Espionage) – serie TV, episodio 1x09 (1963)